# Joan Llongueras
Joan Llongueras (Mataró, Barcelona, 1979) es un escritor español, autor, junto con Mercè Masnou, de la saga de literatura fantástica "Kadingir".
Se licenció en Administración y dirección de Empresas en ESADE, donde durante tres años fue editor y director de Redacció, la revista de los alumnos. Desde entonces, siempre vinculado al mundo del cómic, ha publicado en varias publicaciones y revistas sus creaciones de humor gráfico.
Desde 2004 hasta 2007, publica diariamente artículos de humor amenizados con tiras cómicas de "Jun", su alter ego de dos dimensiones. A partir de 2007 va dejando de publicar tiras para simplemente dar noticias acerca de su web y sus libros. En la actualidad, su última publicación es del 18 de junio de 2009. En el verano de 2005 publica "Harry Potra y el Canto Rodao", una parodia de la saga de Harry Potter que tuvo muy buena acogida durante el Salón del Manga de Barcelona, y que también presentó en el Salón del Cómic de Getxo.
Su salto a la literatura fue a través de cuentos cortos que escribe como Director de Actividades extraescolares, para publicar finalmente su primera novela de la serie Kadingir: El Cetro de Zink, en 2006, junto con Mercè Masnou.
- Datos: Q5931452